# Léon Benett
Pour les articles homonymes, voir Benet et Benett.
Léon Benett, né Hippolyte Léon Benet le 2 mars 1839 à Orange (Vaucluse) et mort le 7 décembre 1916 à Toulon, est un peintre et illustrateur français.

## Biographie
Issu d'une famille de juristes et d'agents de la Direction de l'enregistrement, son père ancien receveur a terminé sa carrière comme conservateur des hypothèques, Léon Benet entre dans l’administration en qualité de surnuméraire en 1869, il s'agit d'un emploi, non rémunéré, avant la titularisation en qualité de receveur de l'enregistrement. Léon Benet occupera ces fonctions à Draguignan puis au Mans, jusqu'en 1871. Il occupe son premier poste en Algérie à Souk-Ahras puis Bône (actuelle Annaba). Il rencontre Pierre Jules Hetzel, qui, intéressé par ses dessins, lui confia l'illustration d'un ouvrage de Lucien Biart qui parut en 1867 sous le titre Les Aventures d'un jeune naturaliste au Mexique. Pour cause de maladie, plus vraisemblablement pour réaliser ce travail, Benet se fait mettre en position d'inactivité. Le 22 octobre 1867, il épouse à Paris  Marguerite Marie Olivier, fille d'un avocat de Bône, qu'il avait connue lors de son séjour en Algérie. Ils auront ainsi cinq enfants : Frédéric (1868-1914), mort pour la France, marié avec Marie-Louise Bouygues, Georges (1871-1873), Albert (1874-1954) marié avec Marie Benoît, Esther (1876-1958), mariée avec Gustave Reynaud de Lyques, et enfin Léon (1880-1949), marié avec Marie-Thérèse Maigne (famille de négociants installée en Tunisie). Il reprend ses activités administratives en août 1869 en tant que receveur  de 4e classe à Senonches (Eure et Loir). Il occupera ce poste jusqu'en 1879.
Lors de la guerre de 1870, il s'engage dans la compagnie des volontaires du département d'Eure et Loir, en est nommé capitaine et, blessé devant Chartres, il sera décoré le 30 novembre 1870. Fin 1870, il est nommé au grade de vérificateur et nommé, sur sa demande , en qualité de chef  de service en Cochinchine. Il y restera 2 ans et demi ; c'est à cette époque qu'Hippolyte Léon Benet prit son nom d'artiste « Benett », sans doute pour différencier sa carrière dans l'administration de son travail de dessinateur. Il poursuit cette carrière  en Martinique entre 1873 et 1874, puis en Nouvelle Calédonie dont il sera le chef de service de l'enregistrement jusqu'à son retour définitif en métropole en 1878. Il poursuit alors une carrière de conservateur des hypothèques qui entre 1878 et 1904, année de son admission à la retraite, l’amènera à sillonner la France d’Étampes à Valenciennes en passant par Bourges, Béziers , Soissons, Lyon et enfin Paris. Il se retire à Toulon où il meurt le 7 décembre 1916.
Mettant à profit cette carrière administrative exotique et les nombreux voyages accomplis à cette occasion, Léon Benett excellait à représenter les pays exotiques. Les carnets de croquis ramenés de ses voyages alimentèrent son œuvre d'illustrateur.
Léon Benett est surtout connu pour avoir illustré une grande partie des romans de Jules Verne, chez l'éditeur Hetzel : entre 1873 et 1910, il illustre vingt-cinq des Voyages extraordinaires, ainsi que d'autres œuvres de Jules Verne. Il a aussi illustré Victor Hugo, Léon Tolstoï, Thomas Mayne Reid, André Laurie, Camille Flammarion, Élisée Reclus, James Fenimore Cooper, Erckmann-Chatrian.
Le réalisateur tchèque Karel Zeman s'est inspiré des illustrations originales d'Edouard Riou et Léon Benett pour ses adaptations des romans de Jules Verne à l'écran, notamment L'Invention diabolique (1958).

## Ouvrages illustrés
Jules Verne :
- Le Tour du monde en 80 jours
- Les Tribulations d'un chinois en Chine

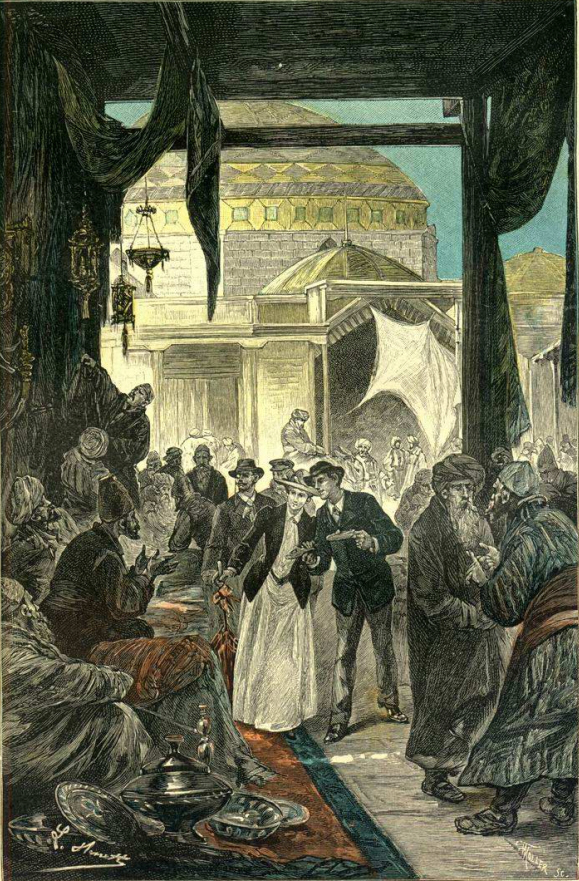
Un bazar à Samarcande, illustration de Claudius Bombarnac de Jules Verne

- Les cinq cents millions de la Bégum
- La Maison à vapeur
- La Découverte de la terre
- Les Voyageurs du XIXe siècle
- Les Voyages au théâtre
- La Jangada
- L'École des Robinsons
- Le Rayon vert
- Kéraban le têtu
- L'Étoile du sud
- L'Archipel en feu
- Mathias Sandorf
- Robur le conquérant
- Nord contre Sud
- Deux ans de vacances

- Mistress Branican
- Claudius Bombarnac
- Bourses de voyage
- Un drame en Livonie
- L'Invasion de la mer
- L'Agence Thomson and Co
- Hier et demain
- P'tit bonhomme
- Le château des Carpathes

Michel Antar :

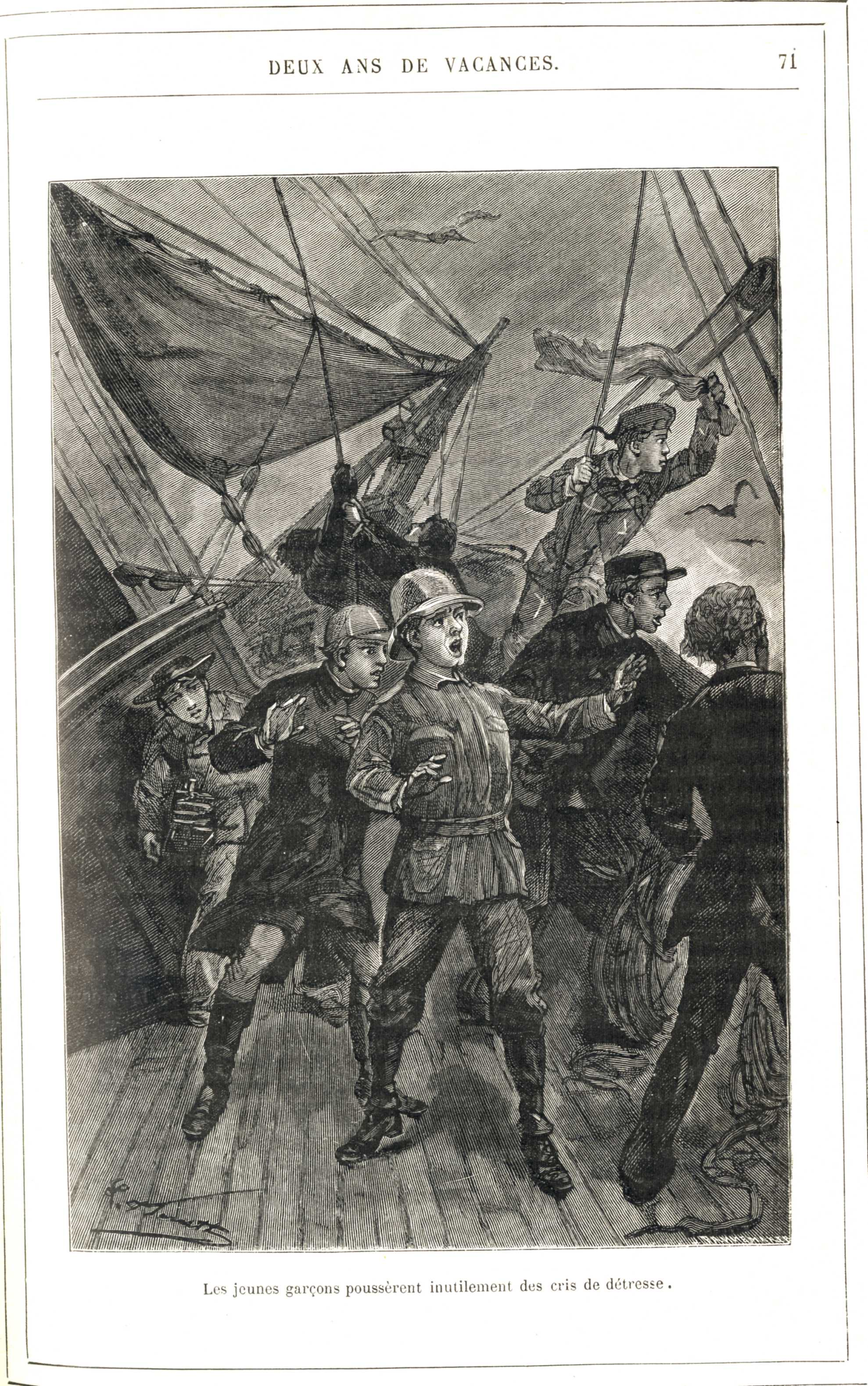
Magasin d'éducation et de récréation, 1888, 1er semestre, illustration de Léon Benett pour le roman "Deux ans de vacances" de Jules Verne

- Chevauchées d’un futur Saint-Cyrien à travers les ksour et oasis oranais'’

Adolphe Badin :
- Jean Casteyras. Aventures de trois enfants en Algérie'’

Jules Cardoze :
- La Reine du lavoir (Rouff, 1893)

Camille Flammarion :
- Histoire du ciel

Erckmann-Chatrian :
- Le Juif polonais

Théodore Henry :
- La Belle Miette (Jules Rouff)

André Laurie :
- L’Escholier de Sorbonne

Thomas Mayne-Reid :
- Aventures de terre et de mer. Le Chef au bracelet d’or, le Désert d’eau dans la forêt, le Petit Loup de mer

Élisée Reclus :
- Histoire d’une montagne
- Histoire d’un ruisseau

Émile Richebourg :
- La Grand’mère

Léon Tolstoï :
- Enfance et adolescence